# Veterans Stadium
Veterans Stadium var en arena som låg inom byggnadskomplexet South Philadelphia Sports Complex i Philadelphia, Pennsylvania i USA. Den invigdes 1971 och revs 2004.
Den var hemmaarena för både Philadelphia Eagles (NFL) och Philadelphia Phillies (MLB) 1971–2003.